# Carlow (Irlande)
Pour les articles homonymes, voir Carlow.
Carlow (Ceatharlach en irlandais) est une ville du comté de Carlow en Irlande. Elle est située à 84 km au sud-ouest de Dublin, sur le fleuve Barrow. Elle comptait 27 351 habitants en 2022.

## Histoire
La ville a été fondée en 1180 par Guillaume le Maréchal, comte de Pembroke et roi du Leinster afin de fortifier un passage fréquenté sur le fleuve Barrow. Il y fait bâtir un imposant château.

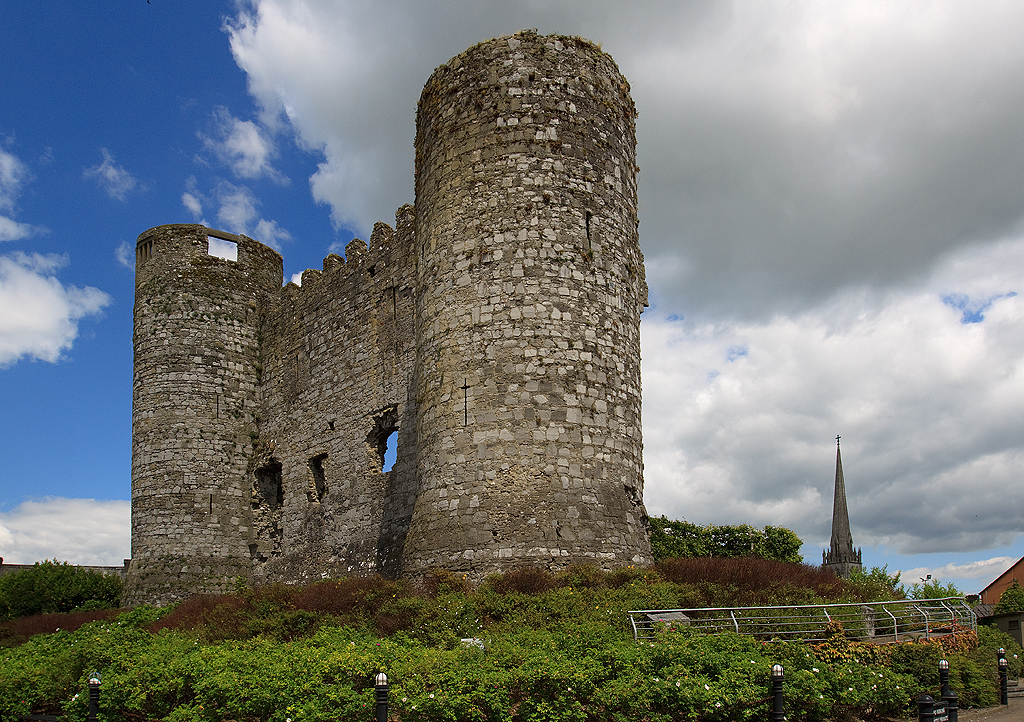
Le château de Carlow (début XIIIe siècle).

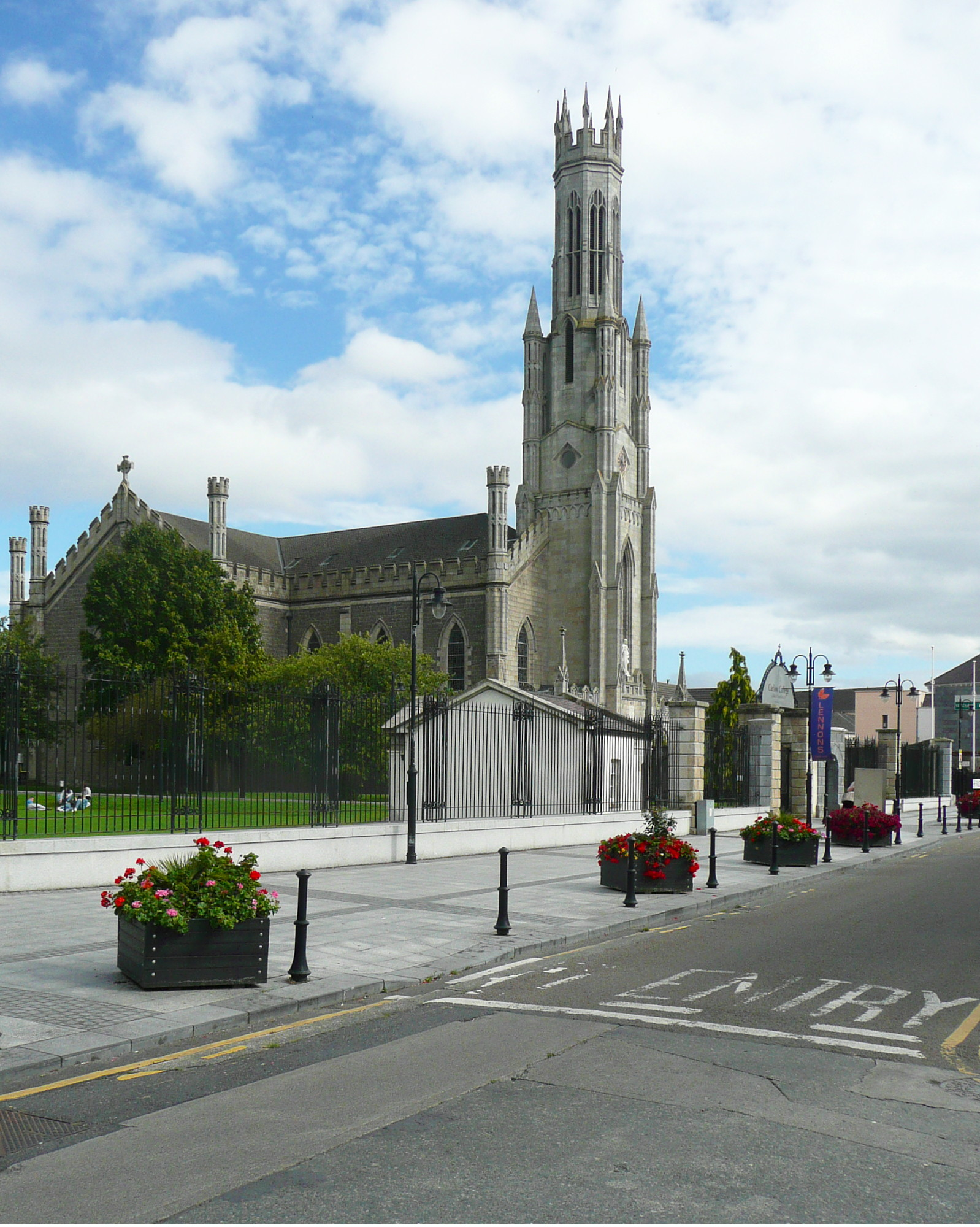
Cathédrale Notre-Dame-de-l'Assomption de Carlow.

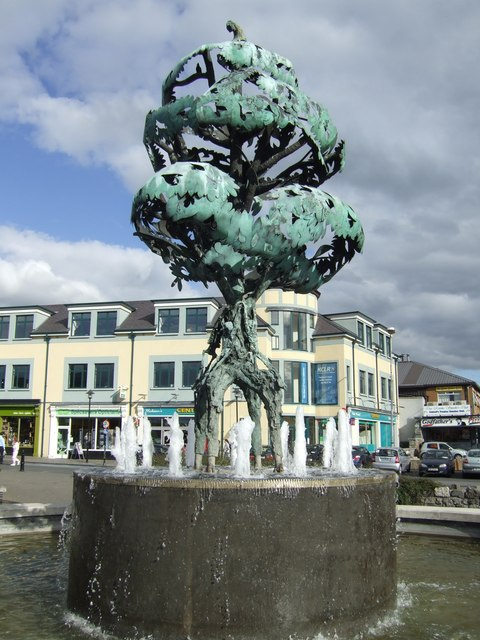
The Liberty Tree.

Plusieurs établissements paléochrétiens ont existé dans le comté dont certains sont encore visibles aujourd'hui. Saint Fiacc (en), disciple de saint Patrick, attira des foules de pèlerins à Sletty (à 2 km de Carlow), et bientôt un grand monastère se développa, dont il fut le premier abbé. Il mourut en 510. Au siècle suivant, le siège de Sletty fut transféré à Leighlin, qui devint l'un des plus grands établissements monastiques d'Irlande et le lieu d'un synode ecclésiastique en 630. Ses premiers abbés furent saint Goban (en) et son frère saint Lasérian. Le monastère de St Mullin's (à 10 km de New Rose dans le sud du comté) aurait été établi vers le VIIe siècle, et ses ruines sont encore visibles aujourd'hui. Saint Comgall a construit un monastère dans la région de Carlow au VIe siècle. Une ancienne église et un cimetière subsistent aujourd'hui à Castle Hill, sous le nom d'abbaye de Mary. 
La ville est le siège du diocèse de Kildare et Leighlin et la cathédrale de Carlow (1826-1833) de style néogothique est fameuse. Elle a été commandée par Mgr Doyle, chantre de l'émancipation des catholiques de la couronne britannique, qui y est enterré.
Au XIVe siècle, plusieurs châteaux ont été construits dans la ville : Ballyloughan Castle, Ballymoon Castle, Leighlinbridge Castle et Tower House. Le College St Patrick a été fondé en 1793.
Pendant la rébellion de 1798, Carlow a été le théâtre d'un massacre de 600 rebelles et civils à la suite d'une attaque infructueuse de la ville par les Société des Irlandais unis, connue sous le nom de bataille de Carlow. La sculpture l'Arbre de la Liberté à Carlow, conçue par John Behan, commémore ces événements.
Carlow était un bastion agricole irlandais au début des années 1800, mais La Grande Famine a ensuite décimé la moitié de la population.

## Sites et monuments
L'un des sites les plus remarquables de Carlow est le dolmen de Brownshill, situé sur la route de Hacketstown (R726), à environ 5 km du centre-ville de Carlow. La pierre tombale de ce dolmen est réputée être la plus grande d'Europe.
Milford est un espace vert situé sur le fleuve Barrow, à environ 8 km de Carlow. Il est connu pour abriter le moulin de Milford, qui fut la première centrale hydroélectrique à l'intérieur des terres en Irlande qui a commencé à alimenter la ville de Carlow en électricité en 1891.
Le domaine d'Oak Park est situé à 3 km au nord de Carlow. Le site comprend plusieurs bâtiments et structures : la maison principale d'architecture géorgienne remaniée, un arc de triomphe ionique en granit, les ruines d'un ancien mausolée, un cimetière avec les vestiges d'une église construite vers 1725, un complexe d'écuries à deux étages et un pont en fonte à arche unique (construit vers 1815).
À Clonegal (22 km), se trouve la château d'Huntington, qui était à l'origine un « château de plantation », utilisé à des fins défensives lors de la plantation de la région au début du XVIIe siècle. C'est aujourd'hui une maison privée ouverte au public pour des visites guidées de juin à septembre.

## Vie nocturne
Depuis 2005, la ville de Carlow a vu le nombre de ses pubs diminuer nettement, passant de 35 à une vingtaine. L'un des principaux est le O'Loughlin's Bar. Il y a également une boîte de nuit, "The Foundry", et trois casinos dont le plus important est l'Atlantis.

## Sport
Les clubs GAA de la région comprennent le Tinryland GAA Club, l'Éire Óg GAA Club, l'Asca GAA Club, le Palatine GAA Club et l'O'Hanrahans GAA Club.
Le County Carlow Football Club est le club de rugby à XV local, tandis que le F.C. Carlow est un club de football associatif local.

## Jumelage
- Dole (France)

## Galerie

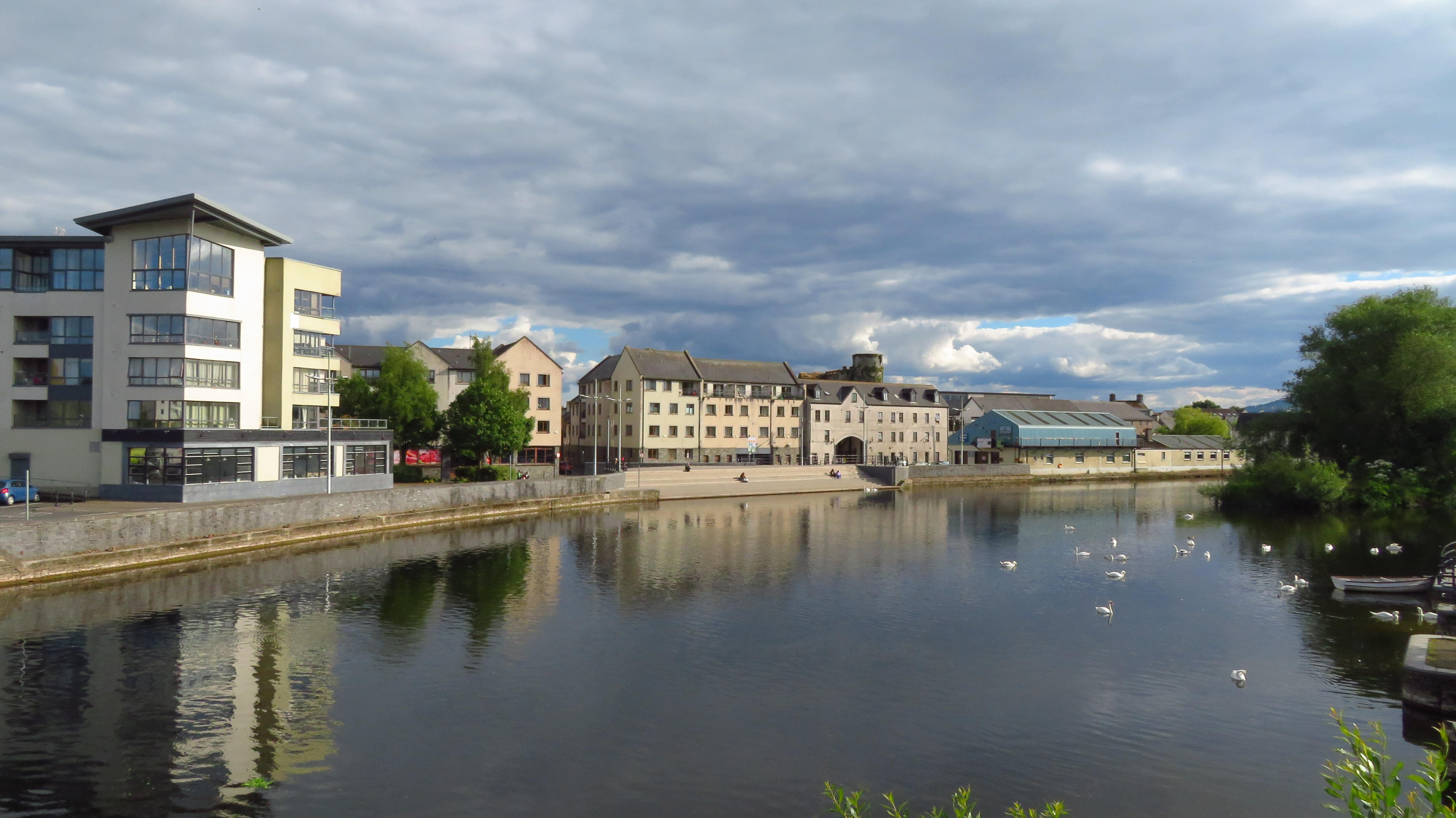
Le fleuve Barrow depuis la passerelle du parc municipal.
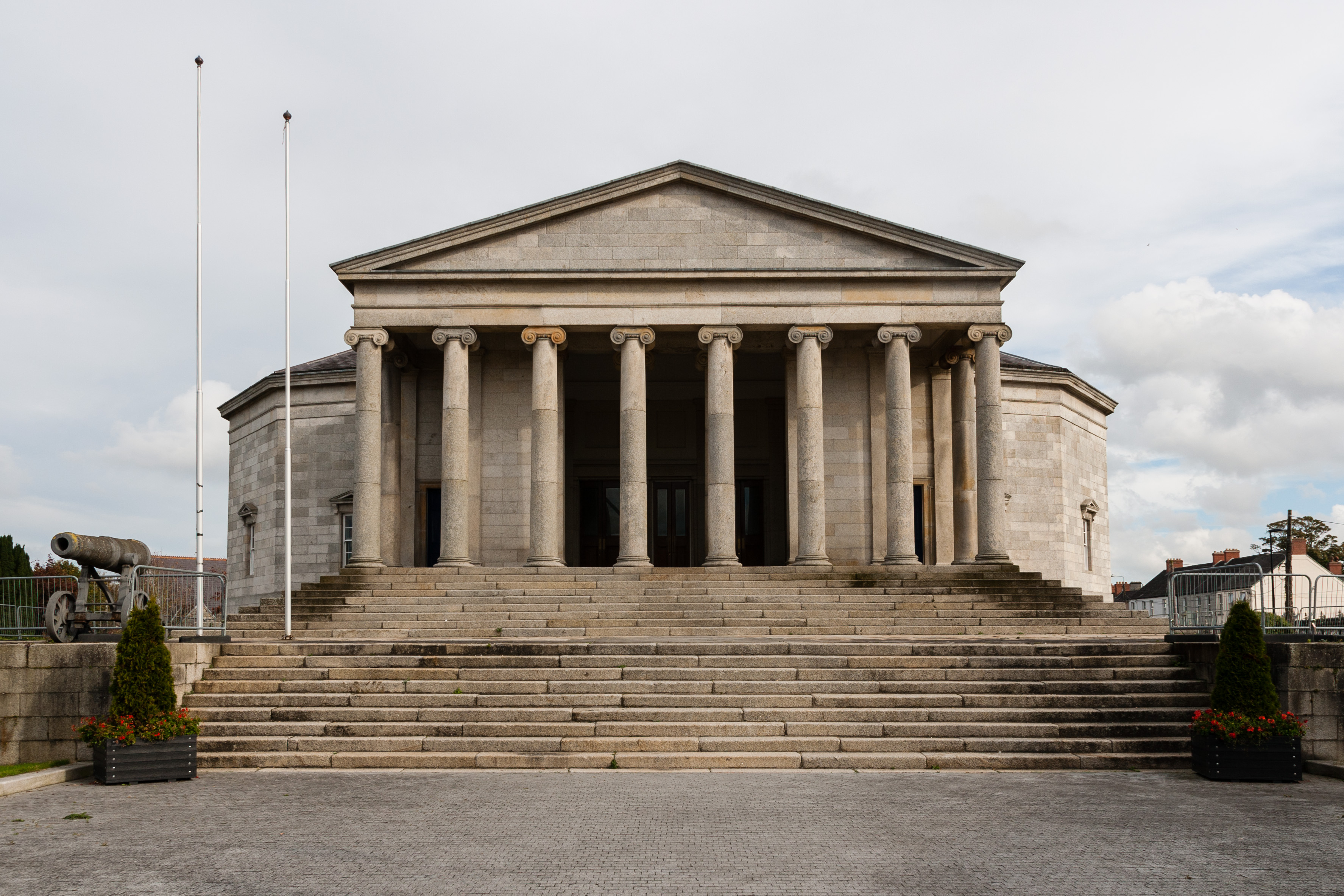
Le palais de justice de Carlow.
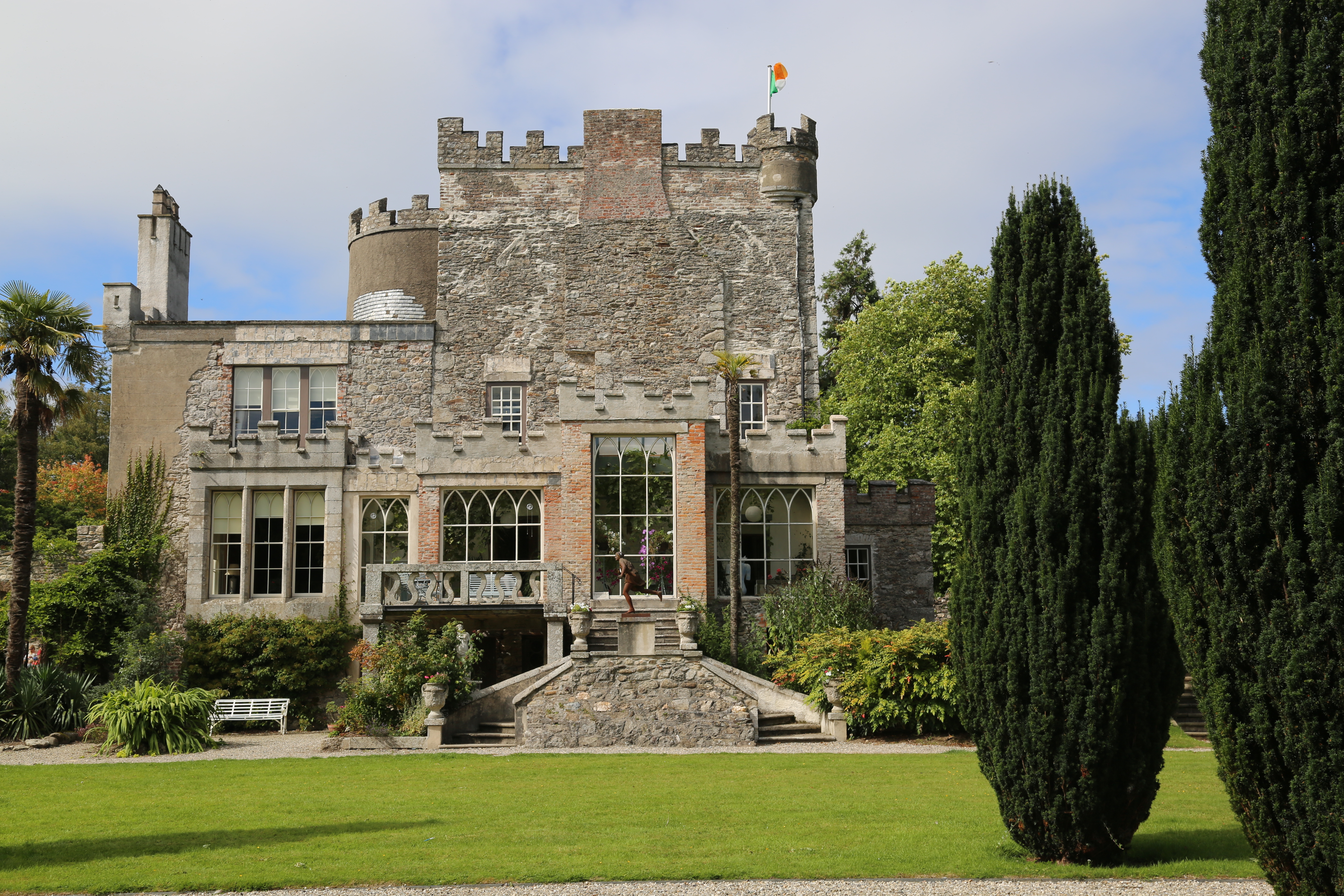
Le château d'Huntington (1625), à Clonegal.
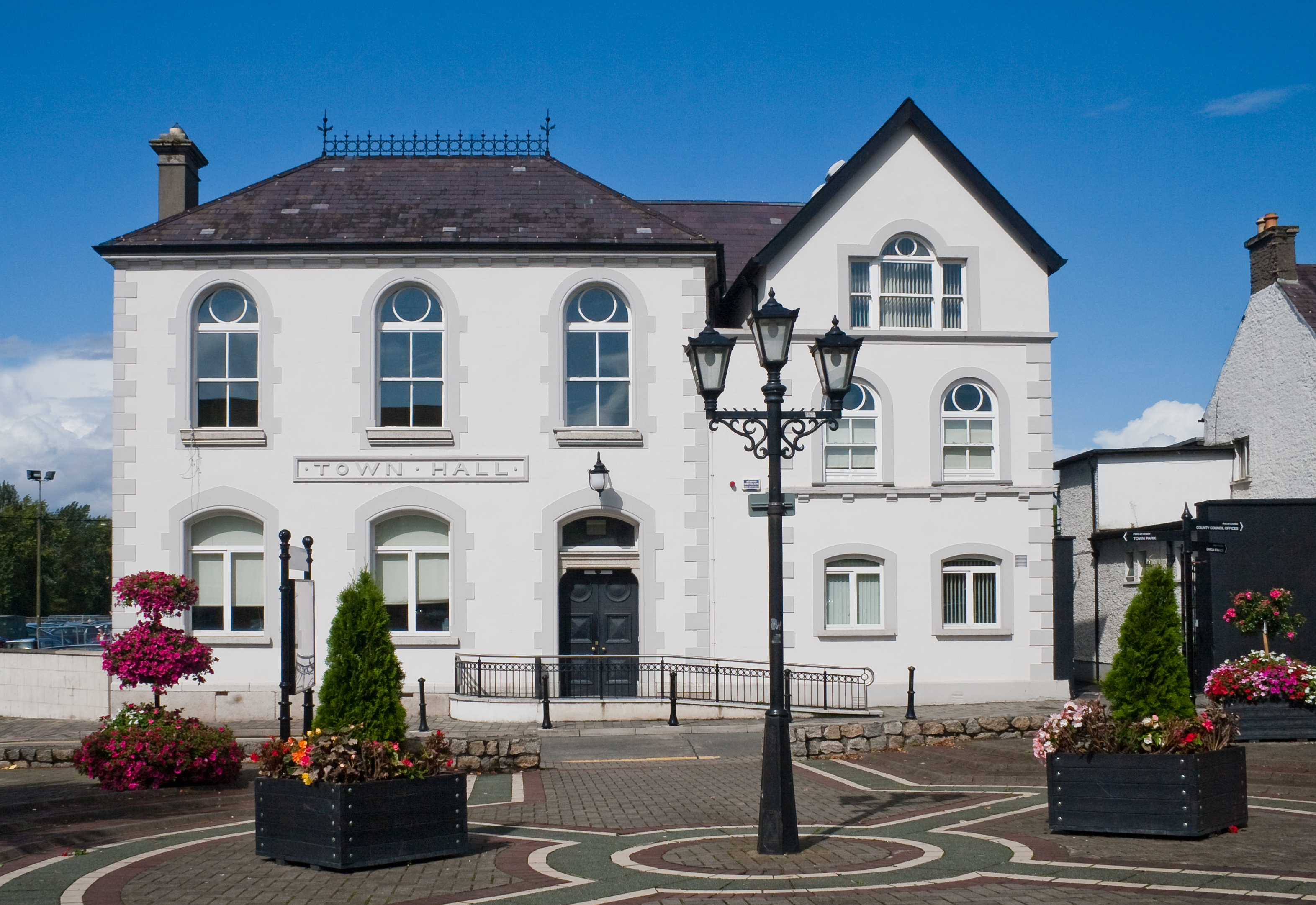
L'hôtel de ville (1886).
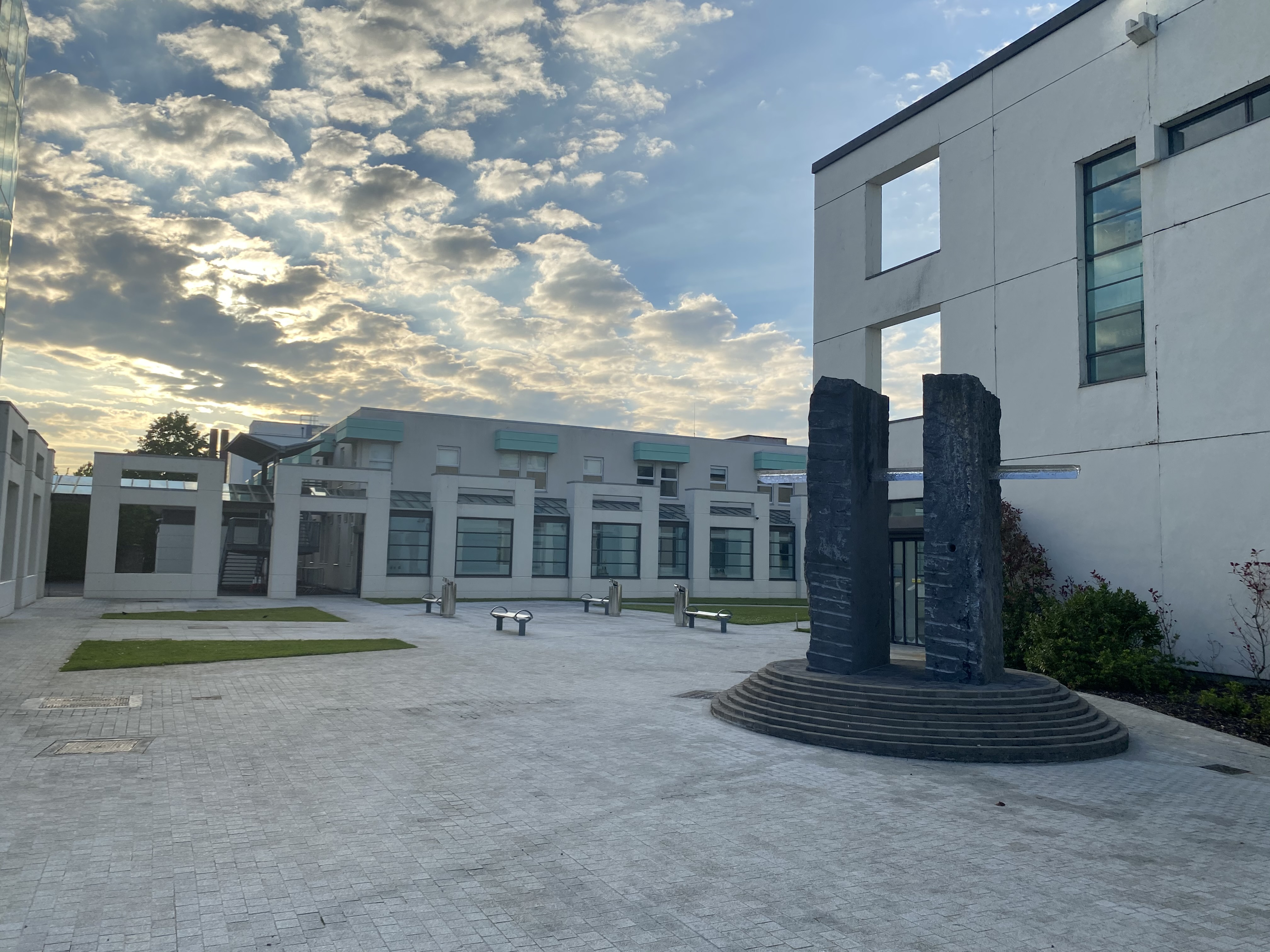
L'Institut de technologie de Carlow.
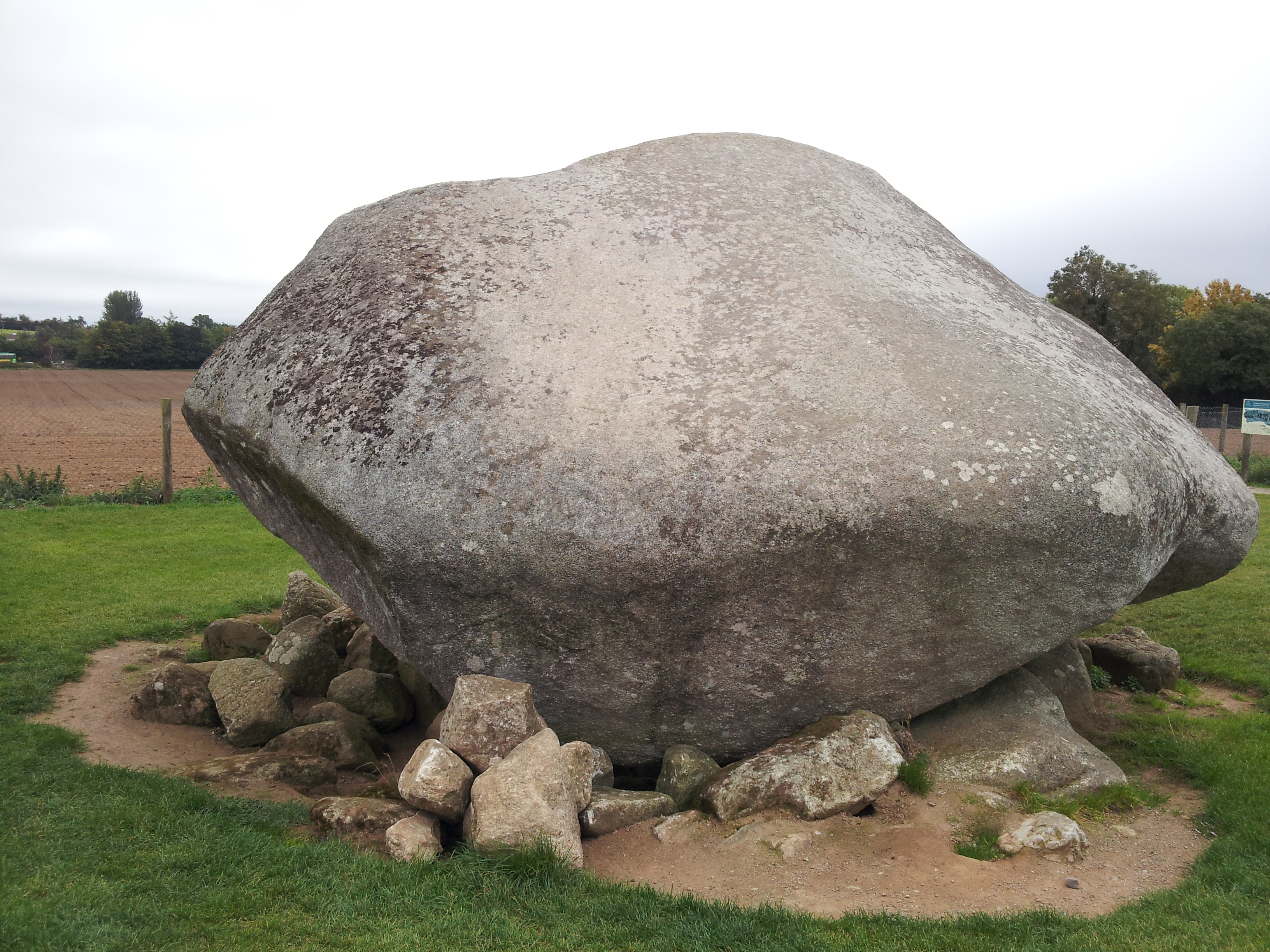
Le dolmen de Brownshill.